# Bimota HB3
La Bimota HB3, chiamata anche HB3 1100, è una motocicletta stradale sportiva realizzata dalla casa motociclistica Italiana Bimota dal 1982 al 1985, come terzo modello con motorizzazione Honda.

## Descrizione
Presentata a Milano 1983 e progettata da Massimo Tamburini, a spingere la moto c'è un motore a quattro cilindri in linea a quattro tempi frontemarcia DOHC a 16 valvole raffreddato ad aria, ripreso dalla Honda CB 1100 F com cilindrata di 1062 cm³ e che sviluppa 110 cavalli a 8500 giri/min e circa 10 kg⋅m a 7500 giri/min. Il telaio è costituito da quattro elementi in acciaio, con il motore che svolge funzione portante.
La frenata è assicurata da pinze Brembo Gold Series a due pistoncini con tre dischi flottanti da 280 mm di diametro, di cui due all'avantreno e uno al retrotreno. La forcella telescopica utilizza tubi in magnesio, mentre il mono ammortizzatore posteriore è un De Carbon con il forcellone è realizzato in lega di acciaio al cromo-molibdeno.